# أغلايا باركسية
أغلايا باركسية (الاسم العلمي:Aglaia parksii) هي نوع من النباتات يتبع جنس الأغلايا من الفصيلة الأزدرختية.
سمي هذا النوع نسبةً إلى عالم النبات أمريكي هاريس بارلي باركس.